# Memòries d'un nen de pagès
Memòries d'un nen de pagès, (en gallec, Memorias dun neno labrego), és una novel·la social i històrica de Xosé Neira Vilas, publicada en gallec a l'Argentina el 5 de gener de 1961. És un llibre sobre la ruralia gallega vista a través dels ulls d'un nen, i és l'obra més llegida de la literatura gallega, amb més de 600.000 exemplars venuts fins al 2015. Està dedicat a tots els nens i totes les nenes que parlen gallec.

## Traduccions
El llibre està completament traduït i publicat en alemany (Tagebuch einer Kindheit in Galicien, 1984; traducció de Gudrun Hohl), asturià (Memories d'un nenu llabriegu, 1996; traducció Xandru Fernández), català (Memòries d'un nen de pagès, 1985; traducció de Marc Ferrer i Cuixart), basc (Mutiko baserritar baten oroitzapenak, 1988; traducció d'Andrés Urrutia Badiola), portuguès (Memórias de un pequeno camponés, 1977; traduïda per José Viale Moutinho), castellà (Memorias de un niño campesino, 1963; traduït per l'autor mateix), anglès (Memoirs of a peasant boy, 2007; traduït per Camilo Ogando), i esperanto (Memoraĵoj de kampara knabo, 2017, traduït per Suso Moinhos).